# Semiothisa exnotata
Semiothisa exnotata là một loài bướm đêm trong họ Geometridae.